# Maymana
Maymana is een stad in Afghanistan en is de hoofdplaats van de provincie Faryab.
In 2006 telde Maymana naar schatting 67.800 inwoners.

## Bekende inwoners
- De zussen Yulduz (2000) en Fariba Hashimi (2003) zijn wielrensters, ze zijn geboren in Maymana en zijn in 2022 gevlucht naar Europa.